# ごめんケンカシャモ
ごめんケンカシャモは、高知県南国市後免町（）の軍鶏のブランド名。100%純粋種の軍鶏であるのが特徴である。例えば、軍鶏比率が高い東京しゃもは75%である。

## 概要
軍鶏は筋肉が発達しやすく、一般的な地鶏と比べても肉本来の強い旨みや歯応えが特徴であるが、大量飼育や繁殖には難しく、日本で流通する大半の「軍鶏」は他の鶏との交配種である。
現在の南国市は、もともと闘鶏が盛んであり、戦わせた軍鶏を軍鶏鍋にして食する文化もあった。南国市内の有志により「ごめんシャモ研究会」が結成され、昔の食文化を復活させようと試行錯誤し、2010年から本格生産を始めた。2016年時点の出荷数は年間5000羽。

## 開発の背景
高知県は日本全国でも人口減少、少子高齢化問題が進んでいる。南国市は高知県第二位の人口であり、鉄道、高速道路もあり、高知空港もあることから交通量は多いが、1993年から人口は減少傾向にある。高知市と比較した場合、南国市には鰹のタタキより有名な名産品があるとは言えず、観光スポット、レジャー施設、ショッピングモールなども全て高知市内にあることから、魅力を感じる物が少ない。このため、他県に売り出すことができるような名産品を生み出すことが人口減少対策として必要となってくる。観光スポットやレジャー施設といったいわゆるハコモノを作ることは場所的、経済的側面から現実的ではない。現実的な対策として、南国市の主要な産業である農産物のブランド化が検討された。
ここで注目されたのが坂本龍馬の好物とされ、近江屋事件で坂本龍馬が暗殺される際に食しようとしていた軍鶏鍋であった。坂本龍馬自身は現在の高知市出身であるが、坂本家の発祥の地である才谷は現在の南国市にあることから、「軍鶏」と、「南国市産の野菜」とで「軍鶏鍋」を作って南国市の新名物にしようと2009年に「ごめんシャモ研究会」が結成された。
しかしながら、軍鶏には軍鶏同士では春と秋にしか卵を産まず繁殖力が高くないこと、出荷するまでの飼育期間が6か月と長いこと（一般的なブロイラーは2か月ほど）、非常に闘争心が強いため、狭い面積で多数の軍鶏を飼うことはできないといった問題もあり、軍鶏肉は一般的には流通していない。
ごめんシャモ研究会では、高知県畜産試験場から70羽の大シャモのヒナを譲り受け、できるだけ自然と同じような形で飼うことで、南国市ならではの味になると考えた。前述のように軍鶏は闘争心が強く、ケージに入れない平飼いでも軍鶏同士の喧嘩によって死ぬ個体も少なくない。
2010年1月に埼玉県で開催された鍋料理の日本全国大会「第6回 彩の国全国鍋合戦」（現・ニッポン全国鍋グランプリ）に「シャモ鍋」をエントリーし、シャモ肉と南国市産の野菜を使ったシャモ鍋は、優勝を果たす。同年1月3日からNHK大河ドラマ『龍馬伝』の放映が始まり、「龍馬が食べられなかったシャモ鍋」のコンセプトは、知名度向上の強力な後押しとなった。
同年11月には南国市内の飲食店10店が集まり「シャモ鍋社中」を結成し、「野菜は南国市産の野菜を必ず1品は使うこと」「鍋以外にもシャモを使ったメニューを作ること」などのルール「社中八策」を定め、加盟店のそれぞれ味でシャモ鍋を提供したことで、南国市でもシャモ鍋は浸透し、人気を博すようになった。

## シャモ番長
シャモ番長（シャモばんちょう）は、「ごめんケンカシャモ」をモチーフとしたPRキャラクター。
南国市内在住の高知県立山田高等学校（香美市）普通科3年生（2021年時点）5人が考案し、南国市に著作権を譲渡している。
南国市では、認知症徘徊者の安全対策として身元確認が行えるQRコードを印刷した「見守りシール」の配布を行っているが、このシールにシャモ番長が描かれている。
シャモ番長ハムエッグ
シャモ番長をかたどった大判焼き。縦横10cm、厚さ4cm、重さは150グラムを超える。
ハム、キャベツ、半熟卵が入り、これらをマヨネーズで包んだものが餡となる。